# Jacob Seth Fransson
Jacob Seth Fransson är en svensk manusförfattare, regissör och skådespelare. Han är en av skaparna av komediserien Solsidan (2010–), som han har regisserat och skrivit manus för. Seth Fransson har även bidragit manus och regi till serier som Kontoret (2012–) och Familjen Holstein-Gottorp (2013).

## Filmografi
| År   | Serie    | Roll      | Noter               |
| ---- | -------- | --------- | ------------------- |
| 2011 | Solsidan | Veterinär | Säsong 2, avsnitt 4 |
| 2012 | Kontoret | Janne     | Säsong 1, avsnitt 1 |

## Fotnoter
1. ↑  Sander, Liv (11 februari 2012). ”"Solsidan"-Ove på jobbet”. Skånska Dagbladet. Arkiverad från originalet den 18 april 2013. http://archive.is/2013.04.18-112011/http://www.skanskan.se/article/20120211/NOJE/120219984/-/solsidan-ove-pa-jobbet. Läst 8 januari 2013.
2. ↑  Lövenlind, Björn (30 september 2012). ”Salsta är tv:s nya humorslott”. Upsala Nya Tidning. Arkiverad från originalet den 22 januari 2013. https://web.archive.org/web/20130122024424/http://www.unt.se/kultur/salsta-ar-tvs-nya-humorslott-1876953.aspx. Läst 8 januari 2013.